# لورنزو مالاگریدا
لورنزو مالاگریدا (انگلیسی: Lorenzo Malagrida؛ زادهٔ ۲۴ اکتبر ۲۰۰۳) بازیکن فوتبال اهل ایتالیا است که در حال حاضر به صورت قرضی از باشگاه فوتبال سمپدوریا برای باشگاه فوتبال ریمینی ۱۹۱۲ بازی می‌کند. 